# Vittorio De Scalzi
Vittorio De Scalzi (Genova, 4 novembre 1949 – Imperia, 24 luglio 2022) è stato un cantante, polistrumentista e compositore italiano, noto per aver fondato il gruppo musicale rock progressivo New Trolls, attivo dal 1967 al 1997.

## Biografia

### Primi anni e I Trolls
Nato da madre pianista e padre ristoratore, De Scalzi si avvicinò giovanissimo alla musica proprio grazie agli insegnamenti della madre, iniziando a suonare il pianoforte all'età di quattro anni.
Negli anni sessanta ha fondato I Trolls insieme a Pino Scarpettini, con il quale incide il singolo Dietro la nebbia. Nel 1966 ha debuttato come solista con lo pseudonimo Napoleone in un disco realizzato per l'etichetta discografica ARC intitolato Vietato ai maggiori di pochi anni, eseguendo i brani Norwegian Wood dei The Beatles e Take a Heart.

### New Trolls
Nel 1967, terminata l'esperienza de I Trolls, costituisce i New Trolls, gettando le basi per una proficua carriera, caratterizzata sin dall'inizio dall'intento di concentrarsi su un repertorio originale. Componenti del complesso oltre a De Scalzi (voce e chitarra) sono Nico Di Palo (chitarra e voce), Gianni Belleno (batteria e cori), Giorgio D'Adamo (basso) e Mauro Chiarugi (tastiera). Nello stesso anno la band apre i concerti della tournée italiana dei The Rolling Stones e suona in jam session con musicisti come Stevie Wonder.
All'interno del gruppo De Scalzi è stato polistrumentista, interprete ed autore di molti brani di successo, tra cui Visioni, Una miniera e Quella carezza della sera. Contemporaneamente l'artista si è impegnato nel lavoro di ricerca sulla musica tradizionale genovese, scrivendo in quegli anni canzoni dialettali parte del patrimonio culturale della sua città. Con la collaborazione di Fabrizio De André e del poeta Riccardo Mannerini, compone i brani del primo album dei New Trolls, il concept album Senza orario senza bandiera, di cui Mannerini è autore dei testi e il musicista arrangiatore e produttore.
Durante la loro carriera i New Trolls hanno preso parte a sette edizioni del Festival di Sanremo: nell'edizione del 1996 si sono esibiti in coppia con Umberto Bindi interpretando il brano Letti, scritto dallo stesso Bindi con Renato Zero. Nel 1982 partecipa nuovamente al Festival di Sanremo come autore scrivendo Soli per Drupi, classificatosi terzo.
Dopo lo scioglimento del gruppo dei New Trolls, avvenuto nel 1997, fonda La storia dei New Trolls con il quale gira l'Italia, l'oriente e il Sud America portando in giro il repertorio classico dei New Trolls e Concerto Grosso per i New Trolls fino al 2022.

### Carriera solista
Parallelamente all'attività con i New Trolls, De Scalzi è stato attivo come autore per altri interpreti, tra cui Mina, Ornella Vanoni e Anna Oxa. Un altro filone importante è rappresentato dal Suonatore Jones, un tour perlopiù incentrato sulle sue collaborazioni con De André; la relativa scaletta contiene la riproposta dell'album Senza orario senza bandiera più altri brani dei New Trolls e alcuni di De André, che nella sua prima tournée (1975-1976) era stato supportato da una band composta da altri componenti dei New Trolls (Ricky Belloni, Gianni Belleno, Giorgio D'Adamo e Giorgio Usai).
Nel 1971 De Scalzi continua la sua collaborazione con De Andrè partecipando alla realizzazione dell'album Non al denaro non all'amore né al cielo, nel quale suona la chitarra acustica. Due anni più tardi ha partecipato al disco collettivo L'Arca: le due canzoni da lui cantate sono state pubblicate poi nel singolo Le api a nome Vittorio dei New Trolls & The Plagues (nel lato B La foca canta anche Franco Gatti dei Ricchi e Poveri).
Nel 1991, anno dello scudetto della Sampdoria, insieme al fratello Aldo, ha realizzato l'album Sampdoria - Il grande cuore della Sud, composto da dieci brani.
Nel 2001, supportato dall'Orchestra Filarmonica di Torino diretta da Maurizio Salvi, ha realizzato l'album dal vivo Concerto grosso Live; il disco, costituito da brani di repertorio dei New Trolls è stato distribuito in allegato al quotidiano La Stampa. Nel 2004 partecipa come interprete al film InvaXön - Alieni in Liguria realizzato in collaborazione con i Buio Pesto.
Nel 2008 ha pubblicato il primo album in studio da solista, Mandilli, pubblicato da Aereostella e cantato interamente in dialetto genovese. Tre anni più tardi è stata la volta del secondo album Gli occhi del mondo, realizzato mettendo in musica, con la collaborazione di Marco Ongaro, alcune poesie di Riccardo Mannerini. Nel 2012 ha fatto parte del supergruppo Artisti uniti per Genova per il progetto benefico Ora che, brano scritto da Max Campioni, arrangiato da Lauro Ferrarini, prodotto da Verdiano Vera e realizzato per raccogliere fondi per l'alluvione di Genova del 4 novembre 2011, che insieme a De Scalzi ha visto la partecipazione di numerosi musicisti e cantanti della scena musicale genovese.
De Scalzi è stato inoltre membro fondatore e componente del gruppo Slow Feet Band con cui ha pubblicato l'album Elephant Memory. Nel 2018 ha pubblicato l'album Due di noi insieme a Di Palo.
Nel 2021 è uscito un cofanetto celebrativo della sua carriera dal titolo Una volta suonavo nei New Trolls, contenente La storia dei New Trolls e Concerto Grosso, il DVD Il suonatore Jones - Live e una autobiografia curata da Massimo Cotto; il disco La storia dei New Trolls, oltre a contenere i principali successi del gruppo, figura anche gli inediti Frequentatori di tramonti e Quelle navi, entrambi estratti come singoli. La raccolta è stata presentata il 3 febbraio presso Casa Sanremo in occasione del Festival di Sanremo. Nel 2022 è fra i protagonisti del documentario La nuova scuola genovese di Claudio Cabona, per la regia di Yuri Dellacasa e Paolo Fossati, in cui si racconta il filo rosso che lega il cantautorato ligure alla scena hip hop affermatasi dagli anni duemila. Nel 2024 esce la trilogia Libidal di Davide Matrisciano, con all'interno l'ultima registrazione in studio, ai synth, nel brano “La Biennale di Venezia”. 

### Morte
De Scalzi muore il 24 luglio 2022 all'ospedale di Imperia, dieci giorni dopo la sua ultima esibizione all'Auditorium Franco Alfano di Sanremo, per le complicanze di una fibrosi polmonare derivata dal COVID-19 che lo aveva colpito nel 2021.

## Vita privata
De Scalzi era sposato con Mara De Assis e aveva tre figli avuti dalle precedenti relazioni: Alberto, rapper, Armanda e Alice, quest'ultima morta nel 2005 all'età di trent'anni a causa di una trombosi cerebrale.

## Discografia

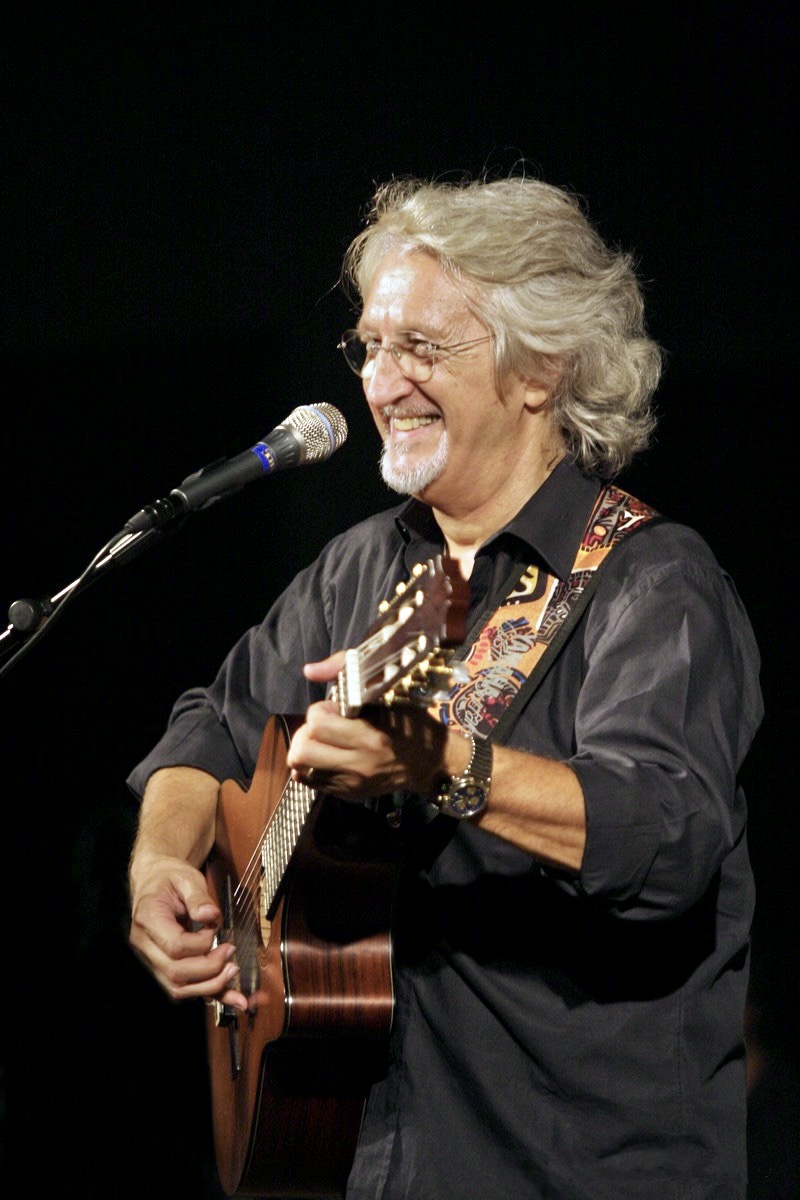
Vittorio De Scalzi

### Da solista
Album in studio
- 2008 – Mandilli
- 2011 – Gli occhi del mondo
- 2018 – L'attesa
- 2018 – Due di noi (con Nico Di Palo)
- 2019 – Vento di terra, vento di mare (con Renanera)

Album dal vivo
- 2001 – Concerto grosso Live

Raccolte
- 2021 – Una volta suonavo nei New Trolls

Singoli
- 1974 – Le api (con i The Plagues)
- 2017 – L'attesa
- 2018 – Come acqua chiara
- 2018 – Ritorneremo a casa (con Nico Di Palo)
- 2018 – Arrendersi mai (con Nico Di Palo)
- 2020 – Vento di terra, vento di mare (con Renanera)
- 2021 – Frequentatori dei tramonti
- 2021 – Quelle navi

### Con i New Trolls
- 1968 – Senza orario senza bandiera
- 1970 – New Trolls (raccolta)
- 1971 – Concerto grosso per i New Trolls
- 1972 – Searching for a Land
- 1972 – UT
- 1975 – Antologia New Trolls (raccolta)
- 1976 – Concerto grosso n. 2
- 1976 – Live (live)
- 1977 – Revival (raccolta)
- 1978 – Aldebaran
- 1979 – New Trolls
- 1981 – FS
- 1982 – Profili (raccolta)
- 1983 – America O.K.
- 1985 – Tour (live)
- 1987 – Story (raccolta)
- 1987 – Raccolta (raccolta)
- 1988 – Amici
- 1989 – Quella carezza della sera (raccolta)
- 1992 – Quelli come noi
- 1994 – Singles A's & B's (raccolta)
- 1996 – Il sale dei New Trolls
- 1996 – Concerto grosso (raccolta)
- 1997 – Il meglio (raccolta)

### Con i New Trolls Atomic System
- 1973 – N.T. Atomic System
- 1974 – Tempi dispari

### Con La Leggenda New Trolls
- 2007 – Concerto grosso: The Seven Seasons
- 2013 – Concerto grosso n° 3

### Collaborazioni
- 1966 – AA.VV. – Vietato ai maggiori di pochi anni (accreditato come Napoleone)
- 1971 – Fabrizio De André – Non al denaro non all'amore né al cielo
- 1977 – Ornella Vanoni – Io dentro
- 1977 – Ornella Vanoni – Io fuori
- 1981 – Mina – Salomè
- 1989 – Anna Oxa – Tutti i brividi del mondo
- 2006 – Pivio e Aldo De Scalzi – L'ispettore Coliandro
- 2015 – Renanera – Quante botte (da Renanera)
- 2017 – Renanera – Je sto buono (da 'O Rangio)
- 2023 – Pivio e Aldo De Scalzi – Diabolik3 - Diabolik chi sei
- 2024 - Davide Matrisciano - Libidal

## Filmografia
- Terzo Canale - Avventura a Montecarlo (1970)
- InvaXön - Alieni in Liguria (2004)